# Villa de Merlo
Villa de Merlo – miasto w Argentynie, w prowincji San Luis, stolica departamentu Junín.
Według danych szacunkowych na rok 2010 miejscowość liczyła 17 084 mieszkańców.